# Autlán de Navarro
Autlán de Navarro, conocida simplemente como Autlán, es una ciudad mexicana, cabecera del municipio homónimo, situada en el suroeste del estado de Jalisco; dentro de la región Sierra de Amula.

## Geografía

### Ubicación
La ciudad de Autlán de Navarro se encuentra ubicada en el noroeste del municipio de Autlán de Navarro, la plaza principal se encuentra sobre las coordenadas geográficas: 19°46'18" latitud norte y 104°21'59" longitud oeste.

### Clima
En la ciudad predomina el Clima tropical de sabana con lluvias en verano, de humedad media. Tiene una temperatura media anual de 23.3 °C, y una precipitación anual de 688.8 mm.
| Parámetros climáticos promedio de Autlán de Navarro, Jalisco | Parámetros climáticos promedio de Autlán de Navarro, Jalisco | Parámetros climáticos promedio de Autlán de Navarro, Jalisco | Parámetros climáticos promedio de Autlán de Navarro, Jalisco | Parámetros climáticos promedio de Autlán de Navarro, Jalisco | Parámetros climáticos promedio de Autlán de Navarro, Jalisco | Parámetros climáticos promedio de Autlán de Navarro, Jalisco | Parámetros climáticos promedio de Autlán de Navarro, Jalisco | Parámetros climáticos promedio de Autlán de Navarro, Jalisco | Parámetros climáticos promedio de Autlán de Navarro, Jalisco | Parámetros climáticos promedio de Autlán de Navarro, Jalisco | Parámetros climáticos promedio de Autlán de Navarro, Jalisco | Parámetros climáticos promedio de Autlán de Navarro, Jalisco | Parámetros climáticos promedio de Autlán de Navarro, Jalisco |
| Mes                                                          | Ene.                                                         | Feb.                                                         | Mar.                                                         | Abr.                                                         | May.                                                         | Jun.                                                         | Jul.                                                         | Ago.                                                         | Sep.                                                         | Oct.                                                         | Nov.                                                         | Dic.                                                         | Anual                                                        |
| ------------------------------------------------------------ | ------------------------------------------------------------ | ------------------------------------------------------------ | ------------------------------------------------------------ | ------------------------------------------------------------ | ------------------------------------------------------------ | ------------------------------------------------------------ | ------------------------------------------------------------ | ------------------------------------------------------------ | ------------------------------------------------------------ | ------------------------------------------------------------ | ------------------------------------------------------------ | ------------------------------------------------------------ | ------------------------------------------------------------ |
| Temp. máx. abs. (°C)                                         | 38.0                                                         | 37.0                                                         | 41.0                                                         | 42.0                                                         | 40.0                                                         | 39.0                                                         | 44.0                                                         | 40.0                                                         | 39.0                                                         | 39.0                                                         | 39.0                                                         | 36.5                                                         | 44.0                                                         |
| Temp. máx. media (°C)                                        | 28.3                                                         | 29.2                                                         | 31.3                                                         | 32.9                                                         | 33.6                                                         | 32.1                                                         | 30.7                                                         | 30.4                                                         | 30.5                                                         | 30.7                                                         | 29.8                                                         | 28.2                                                         | 30.6                                                         |
| Temp. media (°C)                                             | 19.6                                                         | 20.4                                                         | 21.9                                                         | 24.0                                                         | 25.5                                                         | 26.1                                                         | 25.2                                                         | 25.0                                                         | 25.1                                                         | 24.4                                                         | 22.4                                                         | 20.5                                                         | 23.3                                                         |
| Temp. mín. media (°C)                                        | 11.0                                                         | 11.5                                                         | 12.8                                                         | 15.1                                                         | 17.4                                                         | 20.2                                                         | 19.8                                                         | 19.6                                                         | 19.6                                                         | 18.1                                                         | 15.0                                                         | 12.8                                                         | 16.1                                                         |
| Temp. mín. abs. (°C)                                         | 2.0                                                          | 4.0                                                          | 1.0                                                          | 7.0                                                          | 9.0                                                          | 9.5                                                          | 12.0                                                         | 11.0                                                         | 13.0                                                         | 6.0                                                          | 5.5                                                          | -6.0                                                         | -6.0                                                         |
| Precipitación total (mm)                                     | 33.6                                                         | 10.0                                                         | 7.9                                                          | 6.5                                                          | 17.0                                                         | 106.7                                                        | 158.7                                                        | 115.5                                                        | 123.1                                                        | 64.4                                                         | 23.6                                                         | 21.8                                                         | 688.8                                                        |
| Días de precipitaciones (≥ 1 mm)                             | 1.6                                                          | 1.0                                                          | 0.5                                                          | 0.6                                                          | 1.9                                                          | 10.6                                                         | 14.9                                                         | 13.3                                                         | 12.1                                                         | 5.7                                                          | 2.1                                                          | 1.9                                                          | 66.8                                                         |
| Fuente: Servicio Meteorológico Nacional                      |                                                              |                                                              |                                                              |                                                              |                                                              |                                                              |                                                              |                                                              |                                                              |                                                              |                                                              |                                                              |                                                              |

## Demografía
De acuerdo con el Censo de Población y Vivienda realizado en marzo de 2020 por el Instituto Nacional de Estadística y Geografía (INEGI), en Autlán había un total de 52 019 habitantes, siendo 26 739 mujeres y 25 280 hombres.

### Viviendas
En el censo de 2020 se registraron alrededor de 19 674 viviendas, de las cuales 19 664 eran particulares. De las viviendas particulares, 15 296 estaban habitadas; 14 899 tenían piso de material diferente de tierra; 15 218 disponían de energía eléctrica; 15 094 disponían de escusado y/o sanitario; y 15 220 disponían de drenaje.